# ソナチネ (映画)
『ソナチネ』（Sonatine）は、ビートたけしが「北野武」名義で監督した4作目の日本映画。1993年6月5日全国松竹系ほかで公開。
キャッチコピーは「凶暴な男、ここに眠る。」

## あらすじ
広域暴力団北島組の友好組織・中松組が、沖縄の阿南組と抗争になった。そこで北島組組長の北島とその幹部の高橋は、北島組傘下の村川組組長の村川に、「中松組から助けをもとめられたから若衆連れて手を貸しに行け」と命令する。過去に北海道の抗争で若衆を3人失っている村川は乗り気で無いものの、「行くだけ行ったら後は手打ちで終わると思う」という北島組長の言葉を信用し、手下を連れて沖縄へ向かう。
数日後、沖縄にやって来た村川達は早々に阿南組による事務所の爆破や銃撃で多数の組員を失う。事前に北島から聞いていた話と違い、抗争が想定以上に深刻な事態となっていることを悟った村川達は市街から離れ、沖縄の片田舎にある中松組の隠れ家ヘ避難する。やるべきことが見つからぬまま、暇を持て余した村川達は、偶然に知り合った女・幸を加え、まるで子供に戻ったかのように日々遊んで過ごす。
そんなある日、中松より北島組の高橋が沖縄に来ていること、彼が中松に対して阿南との手打ちを条件に中松組解散を通告して来たこと、中松はそれを蹴ったことを聞かされる。その直後に中松組は何者かの手によって壊滅し、村川達も襲撃される。次々に消されていく仲間を見て不審に思った村川は、高橋が宿泊しているホテルに向かう。エレベーター内で鉢合わせた高橋は、中松や村川の仲間を消した殺し屋を連れていた。激しい銃撃戦の末、殺し屋を始末した村川は高橋を連れ出す。村川の激しい拷問の末、高橋は事の真実を全て白状した。
実は北島組は北海道との抗争に備えて、阿南組と手を組もうと考えていたのだ。だが兄弟分でもある中松組が阿南組と抗争をしていたため、なかなか手を打つ事ができなかった。そこでその抗争をきっかけにして阿南組と手を組み、中松組を潰そうと動き出した。村川達を沖縄へ送ったのは中松組を誘き出す為のおとりにする目的もあるが、高収益を誇る村川組のシマを北島が欲しており、村川達を中松同様に消した後、村川組のシマを接収する目的もあった。
真実を知った村川は、阿南組との会合にやってくる北島をホテルにて待ち伏せる。村川達の中で唯一生き残った中松組組員良二がホテルの電源を落とし、従業員が騒めく暗闇の中を村川は自動小銃を手に北島組と阿南組のいる部屋ヘ突入、激しい銃撃戦を繰り広げる。
隠れ家へ向かう道で村川を待つ幸。だが、その手前で車を止めた村川は拳銃で自分の頭を撃ち抜き、全てにケリをつけたのであった。

## 出演者
- 村川（北島組傘下村川興業） - ビートたけし
- 幸 - 国舞亜矢
- 上地（中松組幹部） - 渡辺哲
- 良二（中松組組員） - 勝村政信
- ケン（北島組村川組組員） - 寺島進
- 片桐（北島組村川組幹部） - 大杉漣
- 高橋（北島組幹部） - 矢島健一
- 殺し屋 - 南方英二
- 北島（北島組組長） - 逗子とんぼ
- 中松（中松組組長） - 小池幸次
- 幸の恋人 - 松岡一開
- 金本（マージャン店店主） - 水森コウ太
- 津田（喫茶店のウェイター） - 津田寛治
- 強姦魔 （幸の亭主[1]）- 神田瀧夢
- 北島組組員 - 木下ほうか
- 中松組組員 - 関根大学
- 広瀬（村川組助っ人） - 北村晃一
- 奥村（村川組助っ人） - 十三豊
- 酒井（村川組助っ人） - 深沢猛
- 伊藤（村川組助っ人） - 安藤裕
- 前田（北島組助っ人） - 森下能幸
- 大野（北島組助っ人） - 永井洋一
- シャブ中（中松組組員） - 伊藤季久男
- 岸博之、渡辺妙子、船場牡丹、木村栄、掛田誠、日埜洋人、亀石太夏匡、鈴木隆仁ほか

## スタッフ
- 監督・脚本・編集：北野武
- 音楽監督：久石譲
- 製作者：奥山和由
- プロデューサー：森昌行、鍋島壽夫、吉田多喜男
- 監督補：天間敏宏
- 助監督：清水浩
- 撮影：柳島克己
- 撮影助手：山本英夫
- 照明：高屋斉
- 照明助手：松隈信一
- 録音：堀内戦治
- 美術：佐々木修
- 衣裳：アレン・M・工藤、五島純一
- 記録：中田秀子
- 編集助手：太田義則
- 音響効果：東洋音響（帆苅幸雄、岡瀬晶彦）
- 刺青：霞涼二
- ガンエフェクト：BIGSHOT
- 特殊メイク：原口智生、織田尚
- タイトルデザイン：相澤雅人
- 現像：IMAGICA
- 企画協力：オフィス北野
- 製作協力：ライトヴィジョン株式会社、株式会社ライトヴィジョン・エンタテインメント
- 製作：バンダイビジュアル、松竹第一興行

## 作品解説
2009年、日本の国際映画祭「第10回東京フィルメックス」で北野自身は一番思い入れの深い作品に『ソナチネ』を挙げ、「自分の最後の作品にしようと思って、好きなもん撮ってやろうって作った作品と製作時は思っていた」と語っている。
また、1996年の東京国際映画祭の国際シンポジウムでは、「『ソナチネ』という映画は、よくあるヤクザ映画のストーリーをそのままどうやって崩せるかという勝負だった」と語っている。
前作、『あの夏、いちばん静かな海。』に続き音楽家の久石譲が参加している。久石が担当したこの音楽ではミニマル・ミュージックの手法が全面的に押し出されている。また、録音したドラムのフレーズを逆回転させるなど様々な実験的手法が取り入れられた。久石は自身が手掛けた北野映画の中で、作品そのものも音楽も本作が一番気に入っているという。ただ、本作が自分の中で上手くいきすぎたために、以降の北野映画を手がけるたびに『ソナチネ』のような音楽が合うのか毎回悩むことになったという。音楽制作に際してどのような楽曲を求めているのか久石が北野に質問したところ、北野は映画『エクソシスト』のイメージと答えたという。
製作当初は、『ダイ・ハード』のようなスペクタクルが予定されていた。しかし、たけしの強い作家性から次第にシャープな表現に寄り、プロデューサーの奥山和由がその志向性に同意したこともあって、結果的には非常に芸術性の強い本作が出来上がった。初期タイトルが「沖縄ピエロ」と題されていたことから、ジャン・リュック・ゴダールの『気狂いピエロ』の影響を強く受けていると指摘されている。本作の宣伝ポスターやパッケージ、オープニングに映った槍に刺さっている青い魚は、ナポレオンフィッシュである。

## エピソード
作中の沖縄の海岸で寺島と勝村が紙相撲の様に動くシーンについて、映画を見た人から時々アドリブと思われることがある。しかし実際にはアドリブではなくたけしが綿密に考えた動きで、寺島は「この作品で俺が一番苦戦したシーン」と評している。
沖縄ロケに入る前、寺島と勝村は東京の渋谷ビデオスタジオでたけしとガダルカナル・タカから紙相撲の動きを教わった。たけしとタカの見本は非常に面白く寺島と勝村もマネてみたが、思った以上に間（ま）の取り方が難しく何度も練習を重ねた。しかしその後の実際の撮影ではいまいちの出来だったため、結局は編集で助けてもらい完成したと語っている。

## 評価
1994年にロンドン映画祭やカンヌ国際映画祭で上映され、欧州を中心に高く評価された。これを契機に、現在でも「キタニスト」として知られる北野映画ファンが世界的に誕生した。前世紀末にはイギリスのBBCによって「21世紀に残したい映画100本」に、『西鶴一代女』（溝口健二監督、1952年）、『東京物語』（小津安二郎監督、1953年）、『椿三十郎』（黒澤明監督、1962年）、『乱』（黒澤明監督、1985年）などと共に選ばれた。また、クエンティン・タランティーノ監督も絶賛しアメリカで公開させた。ビデオ・リリースの際は「タランティーノ・プレゼンツ」と謳われた。大江健三郎は、『たけしの誰でもピカソ』（テレビ東京）出演時に、この作品が好きだと答えている。
1作目の『その男、凶暴につき』から現在に至るまで見られる突然訪れる圧倒的な暴力シーンと、2作目の『3-4X10月』から始まる沖縄のシーンが見られ、プロデューサーの奥山が『その男、凶暴につき』の続編と位置付けていた事からも、初期北野作品の集大成としての要素を持つ作品である。以後のヤクザ映画である『BROTHER』と『アウトレイジ』シリーズにはエンターテインメントとしての要素が盛り込まれていることに比して、静謐で狂気的なムードが全編を支配する純正のバイオレンス映画として、北野映画に「バイオレンス」を追求するファンに高く評価されている。

## 受賞歴
- 第46回カンヌ国際映画祭「ある視点」部門選出
- カイエ・デュ・シネマ年間ベストテン第7位
- 第17回日本アカデミー賞最優秀音楽賞（久石譲）
- タオルミナ国際映画祭・「カリッディ金賞」[8]
- コニャック国際映画祭・批評家賞
- イギリス・BBC「21世紀に残したい映画100本」に選出
- （第67回キネマ旬報ベスト・テン日本映画第4位、第15回ヨコハマ映画祭日本映画ベストテン第3位）